# Erasmus Student Network

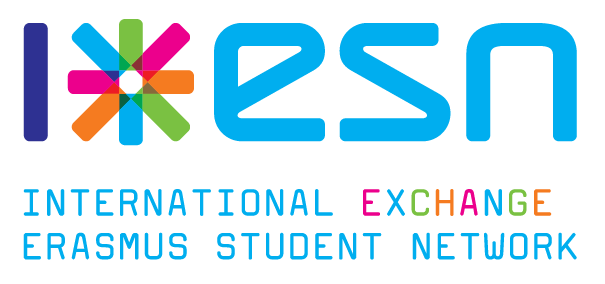
Logo da Erasmus Student Network

Erasmus Student Network (ESN) é uma associação europeia de apoio aos estudantes que se encontram a realizar o Programa Erasmus, um programa de mobilidade internacional. A ESN internacional encontra-se representada em 41 secções países do território europeu e conta com um total de 525 secções locais.  
Esta é uma associação baseia-se, maioritariamente, no trabalho de cerca de 15 mil membros voluntários, que apoiam cerca de 160 mil estudantes internacionais todos os anos, e que opera a nível internacional, nacional e local. A ESN apoia os estudantes na adaptação aos contextos educativos, culturais e logísticos dos novos países e cidades em que se instalam por um período de tempo entre 6 a 12 meses. 
Os principais princípios desta associação são o fornecimento de informações essenciais aos estudantes de mobilidade, quer acerca dos próprios programas em que realizam, como de noções básicas para a adaptação e integração no país em que se instalam, e proporcionar a integração dos estudantes internacionais entre a "comunidade Erasmus". No que toca à socialização, as secções locais da ESN realizam, para esse efeito, variadas actividades, diurnas e nocturnas. 
Além de receber e informar os estudantes internacionais, a ESN tem também um papel importante na reintegração dos estudantes que terminaram o programa de mobilidade mas que pretendem manter o contacto com ambiente internacional no seu país de origem. É partindo desta premissa, que grande parte dos seus voluntários ingressaram em programas de mobilidade. 

## História
Em 1987 foi aceite pela comunidade europeia a ideia de criar entre os países europeus o conceito de mobilidade de alunos do ensino superior, começando a desenhar-se o programa Erasmus. 
Em 1989, realizou-se em Gent, na Bélgica, uma reunião com 32 antigos estudantes erasmus com o objectivo de serem expostos os problemas que surgiram durante a mobilidade. Foi por esta altura que nasceu a ideia da entreajuda entre estudantes.
No dia 16 de Outubro de 1989 fundou-se em Utrecht, Holanda, o primeira associação com o nome Erasmus Student Network, espalhando-se mais tarde variadas universidades europeias. Em Outubro de 1990 a ESN Internacional foi oficialmente fundada, sendo Desiree Majoor a sua primeira presidente.

## Principais programas
Entre os principais projectos da ESN estão o Cartão ESN e o programa Buddy. O Cartão ESN consiste num cartão que identifica quer estudantes inscritos em programas de mobilidade de momento e ainda os membros da associação. Têm a validade de um ano e, além de comprovar que o dono está associado à ESN, dá acesso a um conjunto de vantagens e descontos em várias cidades e países europeus.
O Programa Buddy é um dos programas mais conhecidos da ESN. Consiste atribuição de um ou mais estudantes de mobilidade por um estudante, o buddy, natural do país que recebe esses estudantes. O buddy pode ser membro ou não da ESN e deve dar o acompanhamento necessário aos estudantes estrangeiros, principalmente nos primeiros tempos no novo país, incluindo intergra-los na dinâmica da cidade e país e na procura de alojamento. 